# Chelonoidis lutzae
Chelonoidis lutzae, o Tortuga gigante argentina, es una especie  extinta de tortuga de la familia Testudines. El holotipo de Chelonoidis lutzae fue extraído de la sección superior del miembro inferior de la Formación Toropí/Yupoí del Arroyo Toropí. Esta unidad se distribuye a lo largo del margen oriental del río Paraná sobre la Formación Ituzaingó.